# 寶貝老闆
是一部2017年上映的美國3D奇幻喜劇動畫電影，改編自2010年瑪拉·弗雷齊所編寫同名的兒童圖書。電影由湯姆·麥葛瑞斯執導，邁克爾·麥卡勒斯編劇，而夢工場動畫製作及二十世紀福斯負責發行部分。故事隨著一個嬰兒發展，他是一個作為嬰兒與小狗之間秘密戰爭中的秘密特工。
《寶貝老闆》於2017年3月12日的邁阿密國際電影節上首映，2017年3月31日由二十世紀福斯於美國發行。這部電影收到評論家褒貶不一的評論，但票房獲得成功，全球賺得5.27億美元。續集《寶貝老闆：家大業大》於2021年7月2日在美國上映。

## 劇情
一名叫提姆·天普頓的成年男人正說著自己的故事，當他7歲的時候，時常想像著跟爸爸與媽媽一起生活的快樂時光，並希望著他們永遠只有三人在一起。不過有一晚，他的父母問他是否想要一個弟弟，但他不希望並睡著了，卻不知道媽媽已經懷孕了。與此同時，提姆開始懷疑嬰兒的由來。
一天，一個穿西裝打領帶並智慧過人的嬰兒來到他的家，爸爸媽媽興高采烈地稱他以後就是提姆的弟弟了。那個嬰兒每次都獲得父母的關注，使提姆心生羨慕。縱使他對那嬰兒的行為覺得可疑，但他的父母無視對寶寶的偏心行為，並試圖說服他指望他們會相親相愛。很快，提姆得知那嬰兒能說話像個成年人，並自我介紹為「寶貝老闆」。提姆看到擺脫那嬰兒的機會，於是他決定記錄與其他幼兒之間討論小狗比嬰兒得到更多愛的對話。老闆與其他嬰兒發現並展開追逐，最後以毀掉提姆最愛的玩具來威脅他終止錄音。最終，錄音帶被摧毀，在沒有證據支持下，提姆被父母責備。這個寶寶的到來為這個家帶來劇烈轉變，並引發一連串有趣的故事。

## 角色

### 介紹
希歐多爾·天普頓（Theodore Lindsey Templeton(a.k.a The Boss Baby)）
一名擁有成年人頭腦的嬰兒，是寶貝公司的其中一名高層員工，搔癢部位為腳底（一般嬰兒都是肚子），後來辭職成為真正天普頓家的一員。長大後（與哥哥提姆一樣暫時不露臉）仍習慣用金錢來安慰或打發別人（包括哥哥提姆和姪女）。
提姆·天普頓（Timothy Leslie Templeton）
七歲小男孩，泰德的哥哥，簡稱「添」(Tim)。長大後的提姆（也是旁白裡的人，不露臉），已經成為有兩名女兒的父親。
法西斯·E·法西斯（Francis E. Francis）
本電影終極大反派，小狗公司的總裁，曾經是寶貝企業的高層主管、泰德的偶像。被開除後誕生在法西斯家中，為報復寶貝企業而企圖開發出永遠不長大的小狗以取代寶貝的地位。
泰德·天普頓（Ted Templeton）
添和泰德的爸爸，在小狗公司工作。
珍妮絲·天普頓（Janice Templeton）
添和泰德的媽媽，在小狗公司工作。
尤金·法西斯（Eugene Francis）
法西斯的哥哥以及得力助手，他的工作是確保沒有任何人來干擾法西斯的惡魔計劃以實現市場統治。
寶貝企業（Elvis Impersonators）
寶貝企業的女總裁，取代法西斯的地位，也是泰德的上司。

### 配音員
| 配音                              | 配音                  | 配音   | 角色                                                               |
| 美國                              | 台灣                  | 香港   | 角色                                                               |
| --------------------------------- | --------------------- | ------ | ------------------------------------------------------------------ |
| 艾力·寶雲                         | 沈玉琳                | 林盛斌 | 希歐多爾·天普頓/寶貝老闆（Theodore Lindsey Templeton / Boss Baby） |
| 麥勒斯·巴斯金 托比·马圭尔（成年） | 劉俽睿 鈕凱暘（成年） | 徐煒鏗 | 提姆·萊斯利·天普頓（Timothy "Tim" Lesley Templeton）               |
| 史蒂夫·布西密                     | 孫中台                | 龍天生 | 法西斯·E·法西斯（Francis E. Francis）                              |
| 吉米·坎摩爾                       | 謝一帆                | 盧俊豪 | 泰德·天普頓（Ted Templeton）                                       |
| 丽莎·库卓                         | 鄭仁君                | 周恩恩 | 珍妮絲·天普頓（Janice Templeton）                                  |
| 科瑞德·威隆                       | 陳進益                | 葉振聲 | 尤金·法西斯（Eugene Francis）                                      |
| 詹姆士·馬克格雷斯                 | 陳進益                | 李忠強 | 巫師（Wizzie）                                                     |
| 大衛·索倫                         | 郭霖                  | 張睿璪 | 金寶（Jimbo）                                                      |
| 妮娜·卓依·巴斯金                  | 吳珮妮                |        | 提姆的女兒（Tim's Daughter）                                       |
| 汤姆·麦格拉斯                     | 孫若瑜                | 文傑聰 | 電視主廚（TV Chef）                                                |
| 華特·多爾                         | 郭霖                  | 楊啟健 | 攝影師（Photographer）                                             |
| 詹姆士·萊恩                       | 林子煜                |        | 故事熊（Story Bear）                                               |
| 小艾瑞克·貝爾                     | 陳子曜                | 吳瑋略 | 三胞胎（Triplets）                                                 |
| 薇薇安·易                         | 劉芷亘                |        | 史黛西（Staci）                                                    |
| 艾迪·米爾曼                       | 孫若瑜                | 林丹鳳 | 大寶貝老闆（The Big Boss Baby）                                    |
| 詹姆士·格雷斯 詹姆士·伊索爾       | 郭霖                  | 楊啟健 | 貓王模仿者（Elvis Impersonators）                                  |

## 製作
2014年6月12日，夢工廠動畫公司宣布預計於2016年3月18日發行這部電影，為湯姆·麥葛瑞斯執導。9月30日，艾力·寶雲與凱文·史貝西加入了劇組，鮑德溫將飾演一個孩子，史貝西則詮釋片中的惡棍角色。12月11日，《寶貝老闆》被撤下，原本的上映日期被《功夫熊貓3》所取代，而新的發行日期尚未公布。2015年1月22日，電影的發布推遲到了2017年1月13日，並在2015年9月再度被延至2017年3月31日，這原本是《內褲隊長》的上映日期。第一支官方預告片在2016年10月15日隨著《魔髮精靈》播出，幾天後，該預告片在網路上正式發布。

## 發行

### 評價
根據爛蕃茄上收集的180篇專業影評文章，其中95篇給出了「新鮮」的正面評價，「新鮮度」為53%，平均得分5.50分（滿分10分），而基於另一影評網站Metacritic上的32篇評論文章，其中9篇予以好評，3篇差評，20篇褒貶不一，平均分為50（滿分100），代表「混合或中等評價」。

### 票房
在美國及加拿大，《寶貝老闆》與《攻殼機動隊》一同上映，預計能在其首映週末於3,773家劇院中進帳約3,000萬美元。該片在星期四的午夜場上收穫150萬美元。美國首週末獲得5020萬美元的票房，位居當週票房冠軍。
| 上一届： 《美女與野獸》 | 2017年美國週末票房冠軍 第13-14週 | 下一届： 《玩命關頭8》 |

## 外部連結
- 官方网站
- 互联网电影数据库（IMDb）上《寶貝老闆》的资料（英文）
- AllMovie上《寶貝老闆》的资料（英文）
- Box Office Mojo上《寶貝老闆》的資料（英文）
- 爛番茄上《寶貝老闆》的資料（英文）
- Metacritic上《寶貝老闆》的資料（英文）
- 開眼電影網上《寶貝老闆》的資料（繁體中文）
- 时光网上《寶貝老闆》的資料（简体中文）
- 豆瓣电影上《寶貝老闆》的資料 （简体中文）